# الماسك الأساسي للمفاعل النووي

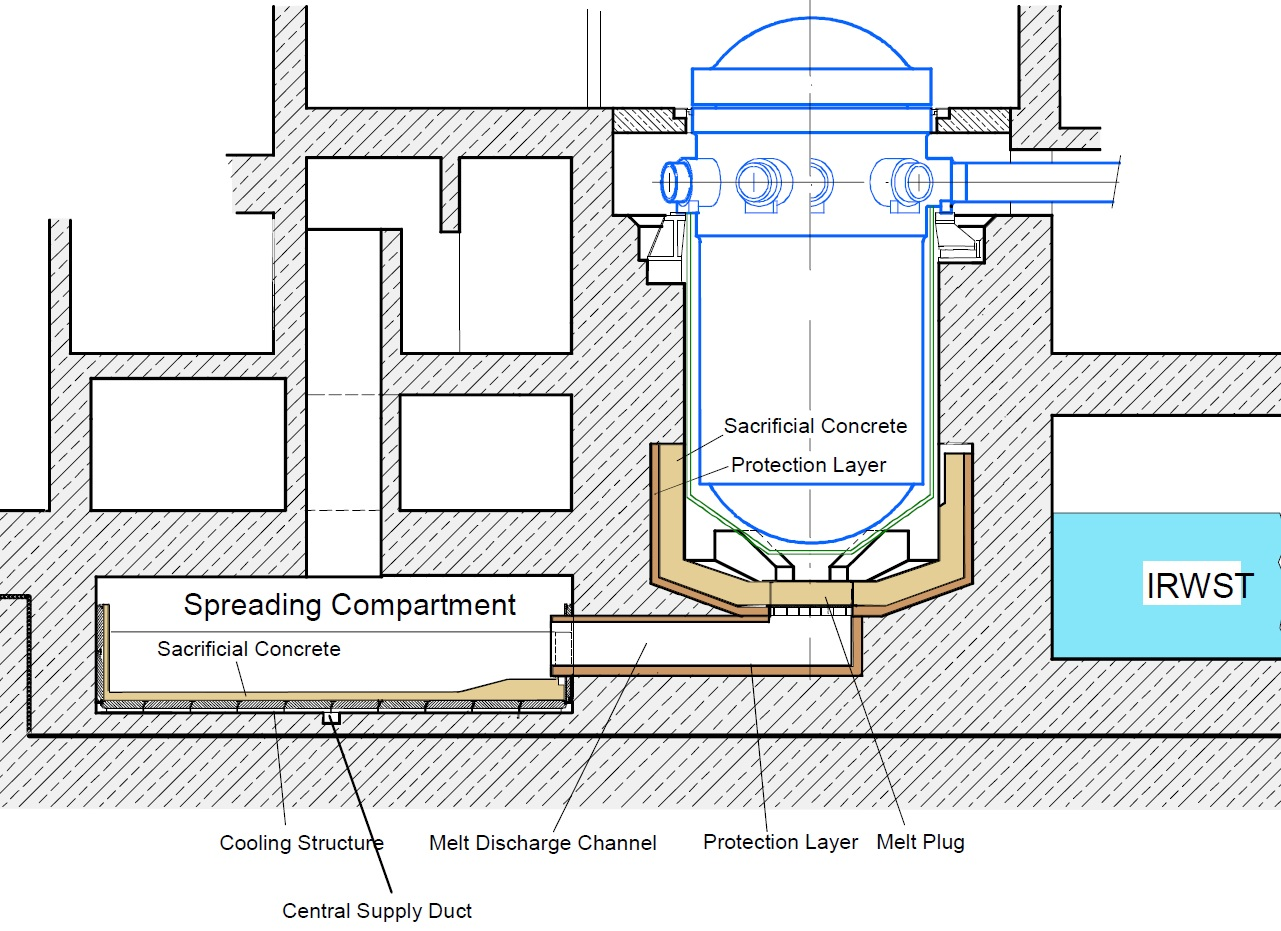
رسم تخطيطي للماسك الأساسي في النووي الأوربي المضغوط.

الماسك الأساسي للمفاعل النووي هو جهاز يتم توفيره للقبض على المادة الأساسية المنصهرة (كوريوم) لمفاعل نووي في حالة حدوث انصهار نووي ومنعه من الإفلات من مبنى الاحتواء. يصنع الماسك الأساسي من خزف خرساني خاص لمنع المواد من الترقيع وأيضًا  تعمل كآلية تبريد لتبريد المادة الأساسية.
أمثلة من أنواع المفاعلات مع الماسك الأساسي:
- المفاعل النووي الأوربي المضغوط (EPR)[3][4]
- آرافا[5]
- مفاعل القدرة المائي-المائي (VVER)

في أوائل عام 2011 كان المفاعلان في محطة تيانوان للطاقة النووية الصينية هما المفاعلات النووية الوحيدة العاملة مع هذا النوع من الماسكات الأساسية. أكد الفيزيائي  ليونيد بولشوف  الروسي الذي ساعد في تصميم نموذج اللحام خلال أزمة تشيرنوبيل ، على أن تجربة تشيرنوبيل شجعت روسيا على إنشاء مفاعلات مزودة بأجهزة السلامة الأساسية في محطات نووية جديدة.